# Boris Uszakow
Boris Siergiejewicz Uszakow (ros. Борис Сергеевич Ушаков, ur. 22 maja 1920 w Witebsku, zm. 24 marca 1992 w Moskwie) – radziecki działacz państwowy.

## Życiorys
Należał do WKP(b), od 1941 służył w Armii Czerwonej, w grudniu 1941 został instruktorem propagandy 804 pułku piechoty 229 Dywizji Piechoty, brał udział w bitwie pod Stalingradem, gdzie 26 lipca 1942 został ciężko ranny. Od maja 1943 pracował w Moskiewskim Instytucie Inżynierii Chemicznej, od maja 1944 pracował w Ministerstwie Przemysłu Chemicznego ZSRR, od grudnia 1962 do grudnia 1964 był przewodniczącym Komitetu Wykonawczego Tambowskiej Przemysłowej Rady Obwodowej. Później był zastępcą ministra przemysłu chemicznego ZSRR i kierownikiem Wydziału Chemii i Petrochemii Zarządu Spraw Rady Ministrów ZSRR. Został odznaczony Orderem Czerwonej Gwiazdy.